# Vekoma

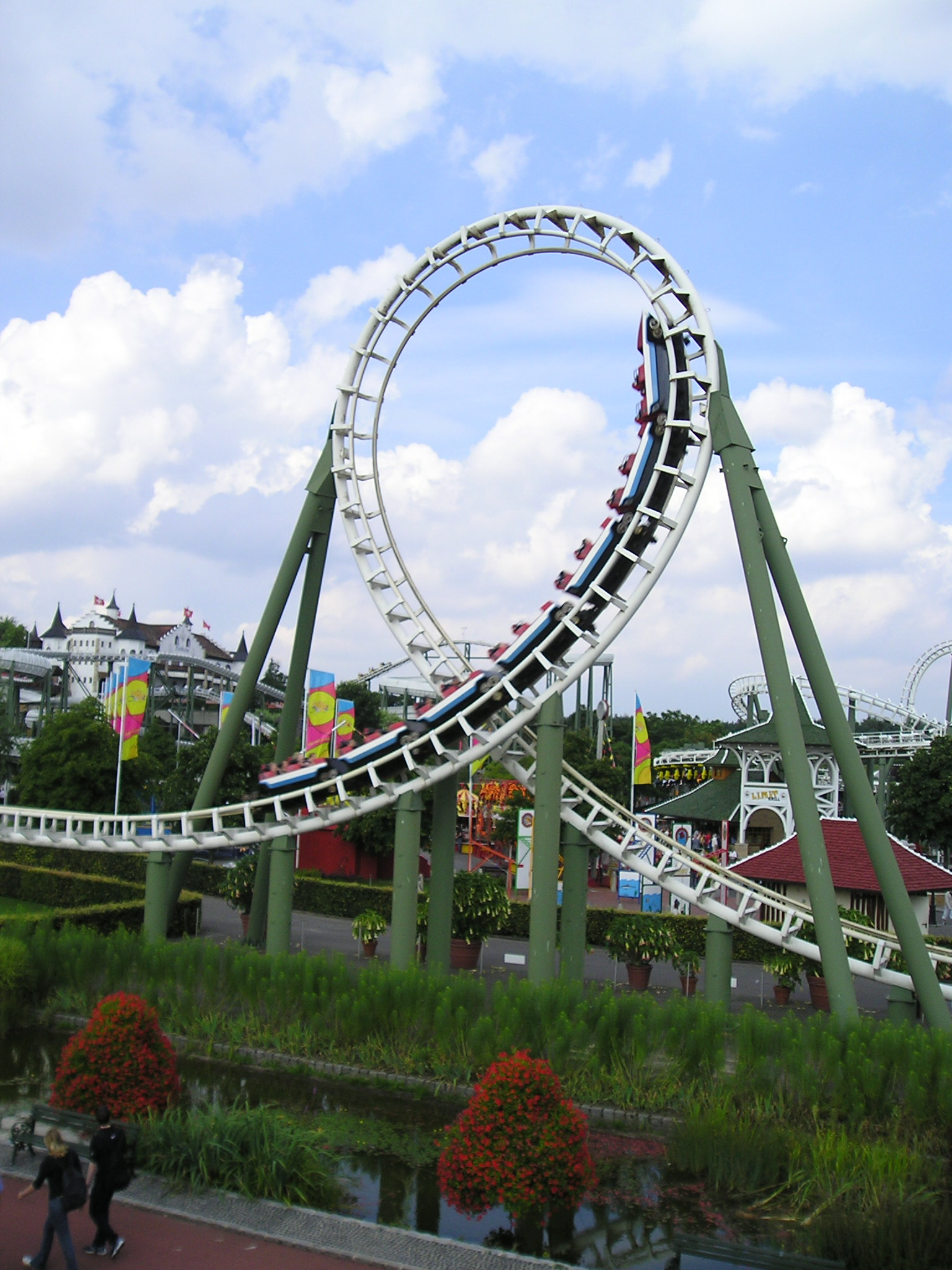
Big Loop im Heide-Park von Vekoma

Vekoma Rides Manufacturing B.V. ist ein Hersteller von Fahrgeschäften und Freizeitpark-Attraktionen mit Sitz in Vlodrop, Niederlande.
Vekoma ist insbesondere auf die Herstellung von Achterbahnen spezialisiert, dabei liegt der Firmenschwerpunkt nicht auf individuell geplanten und gefertigten Einzelanlagen, sondern der Fertigung von weitgehend standardisierten Serienbauten.

## Geschichte
Vekoma wurde 1926 von Hendrik op het Veld als Veldkoning gegründet und baute zunächst landwirtschaftliche Geräte. In den 1950er Jahren schwenkte die Firma unter der Leitung des Sohnes Gerard auf Zubehör für den Bergbau um und änderte den Namen in Vekoma (aus Veld Koning Machinefabriek). Erst ab 1967 stieg man mit dem Bau eines Riesenrads in die Vergnügungsindustrie ein. Mit dem Bau von Achterbahnen begann Vekoma Mitte der 1970er Jahre. Die ersten Bahnen wurden in Lizenz der amerikanischen Firma Arrow Dynamics gefertigt. Vekoma fungierte so als Arrows europäische Niederlassung. Seitdem ist das Unternehmen zu einer der wichtigsten Größen der Branche herangewachsen. Im Gegensatz zu den Konkurrenten, die mit ihren Rekordattraktionen vor allem in den USA große Umsätze machen, hat Vekoma insbesondere seit Beginn der 1990er Jahre seine größten Absatzmärkte in Europa und Asien. Grund dafür sind die deutlich geringeren Investitionsmöglichkeiten von Freizeitparks außerhalb der USA. Sie setzen deshalb häufig auf Produkte, die nicht eigens für den jeweiligen Park entwickelt werden. Dadurch sinken Entwicklungs- und Produktionskosten und Vekoma kann aufwändige Achterbahnen zu einem günstigen Preis anbieten.
Im März 2018 wurde Vekoma vom japanischen Unternehmen Sansei Technologies (vormals Sansei Yusoki Co., Ltd.) übernommen, welches selbst Fahrgeschäfte und Achterbahnen produziert. Vekoma verspricht sich durch die Übernahme neue Märkte erschließen zu können. An Name, Produktion und Personal werde sich jedoch nichts ändern.

## Bekannte Achterbahntypen

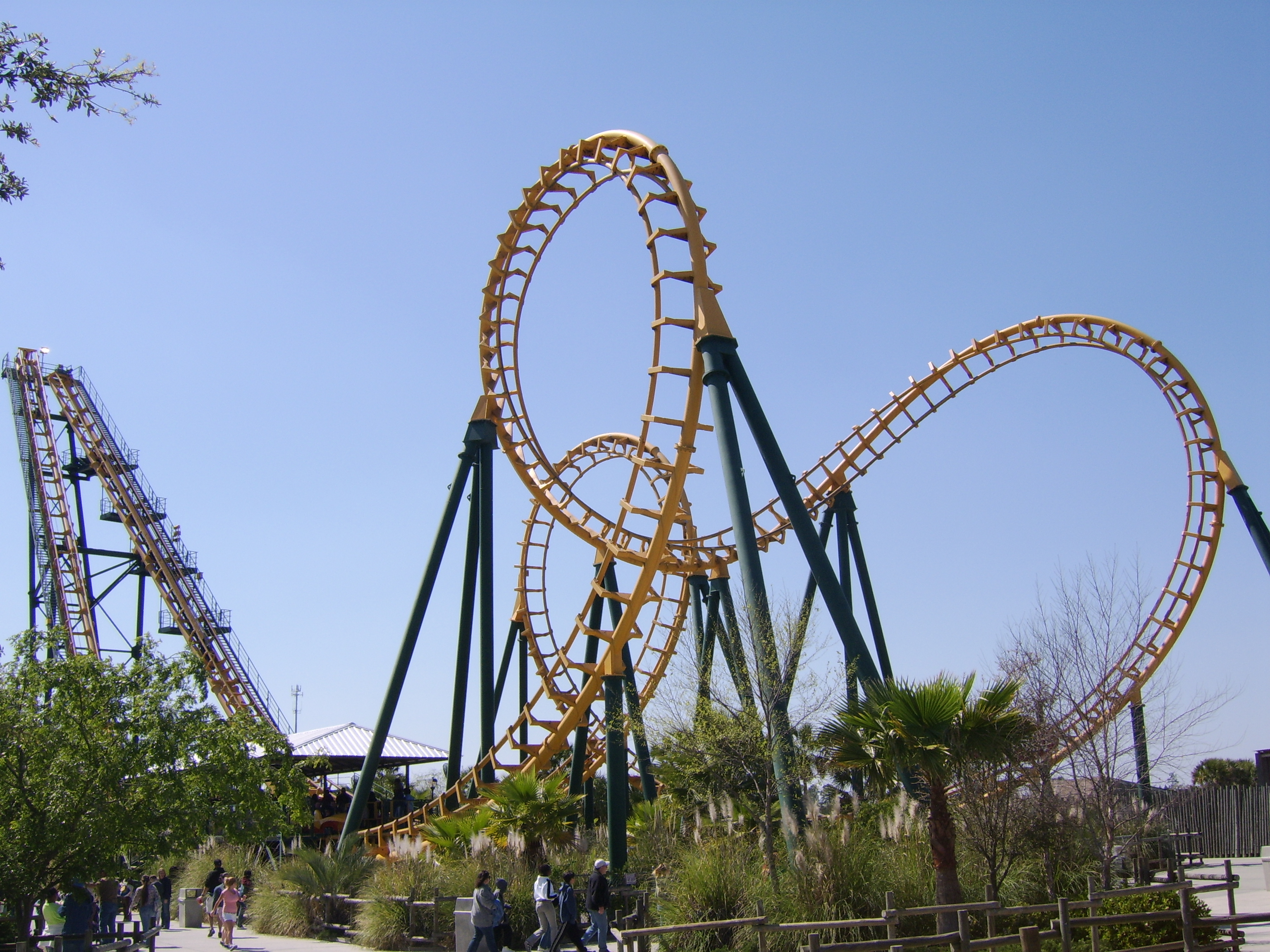
Ein Boomerang

Die bekannteste und am häufigsten verkaufte Achterbahn ist Boomerang. Insgesamt über 40 Mal konnte Vekoma diese Achterbahn verkaufen. Die Bahn bietet auf einer verhältnismäßig kleinen Grundfläche von ca. 90 m × 30 m drei Inversionen, die aber sowohl vorwärts als auch rückwärts durchfahren werden, wodurch der Fahrgast insgesamt sechsmal auf den Kopf gestellt wird.
Mit vier Auslieferungen deutlich weniger verbreitet ist der Invertigo, die Inverted-Version des Boomerangs, bei der die Züge hängend unterhalb der Schiene fahren und die Fahrgäste sich paarweise gegenübersitzen. Ebenfalls vier Bahnen gibt es vom Typ Giant Inverted Boomerang, der 60 m hohen Version des Invertigo mit senkrechten Auffahrten.
Von besonderer Bedeutung ist vor allem in Europa der Suspended Looping Coaster (SLC) von Vekoma. Durch die Serienproduktion konnte so der erste Inverted Coaster 1999 auch in Deutschland Einzug halten. Vekoma konnte den SLC insgesamt schon über 30 Mal verkaufen – davon 23 Mal die Standard-Version mit 689 m Länge und fünf Inversionen, von denen zwei heute in Deutschland, im Heide-Park und im Movie Park, stehen.

## Modelle
| Modell                               | Beispiel |
| ------------------------------------ | --- |
| Big Air                              | Big Air im E-DA Theme Park |
| Boomerang                            | Boomerang im Freizeitland Geiselwind, Boomerang im Wiener Prater |
| Corkscrew with Bayerncurve (MK-1200) | Superwirbel im Holiday Park |
| Custom                               | Star Wars Hyperspace Mountain: Rebel Mission im Disneyland Paris – Disneyland Park |
| Custom MK-1200                       | Big Loop im Heide-Park |
| Custom MK-700                        | Megablitz im Wiener Prater, Schtroumpfeur in Plopsaland Ardennes |
| Custom MK-900                        | Vogel Rok in Efteling, Crazy Bats im Phantasialand |
| Custom MK-900 M                      | Colorado Adventure im Phantasialand, Big Thunder Mountain im Disneyland Resort Paris, „Mammut“ im Gardaland                                                                             |
| Double Loop Corkscrew                | Python in Efteling, Shaman (ehem. Magic Mountain) im Gardaland |
| Enigma (MK700 J – Indoor)            | The Walking Dead – The Ride im Thorpe Park |
| Family Boomerang                     | Raik im Phantasialand |
| Flying Dutchman                      | Batwing in Six Flags America |
| Giant Inverted Boomerang             | Stunt Fall im Parque Warner Madrid, Quantum Leap im Sotschi Park |
| Hurricane                            | Waly Coaster im Walygator Parc |
| Illusion (MK700 – Indoor)            | Revolution im Bobbejaanland |
| Invertigo                            | Tornado im Sommerland Syd |

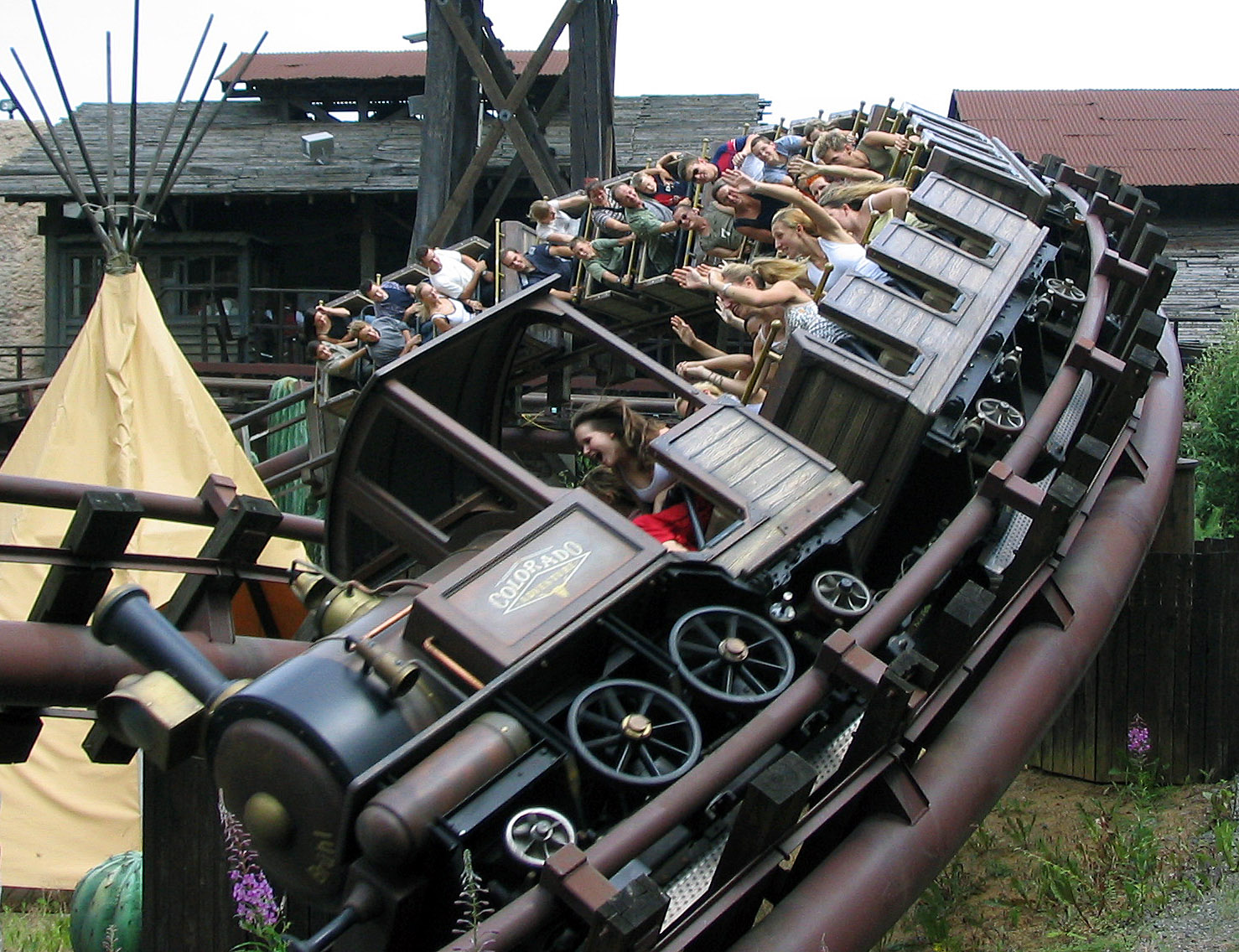
Colorado Adventure im Phantasialand

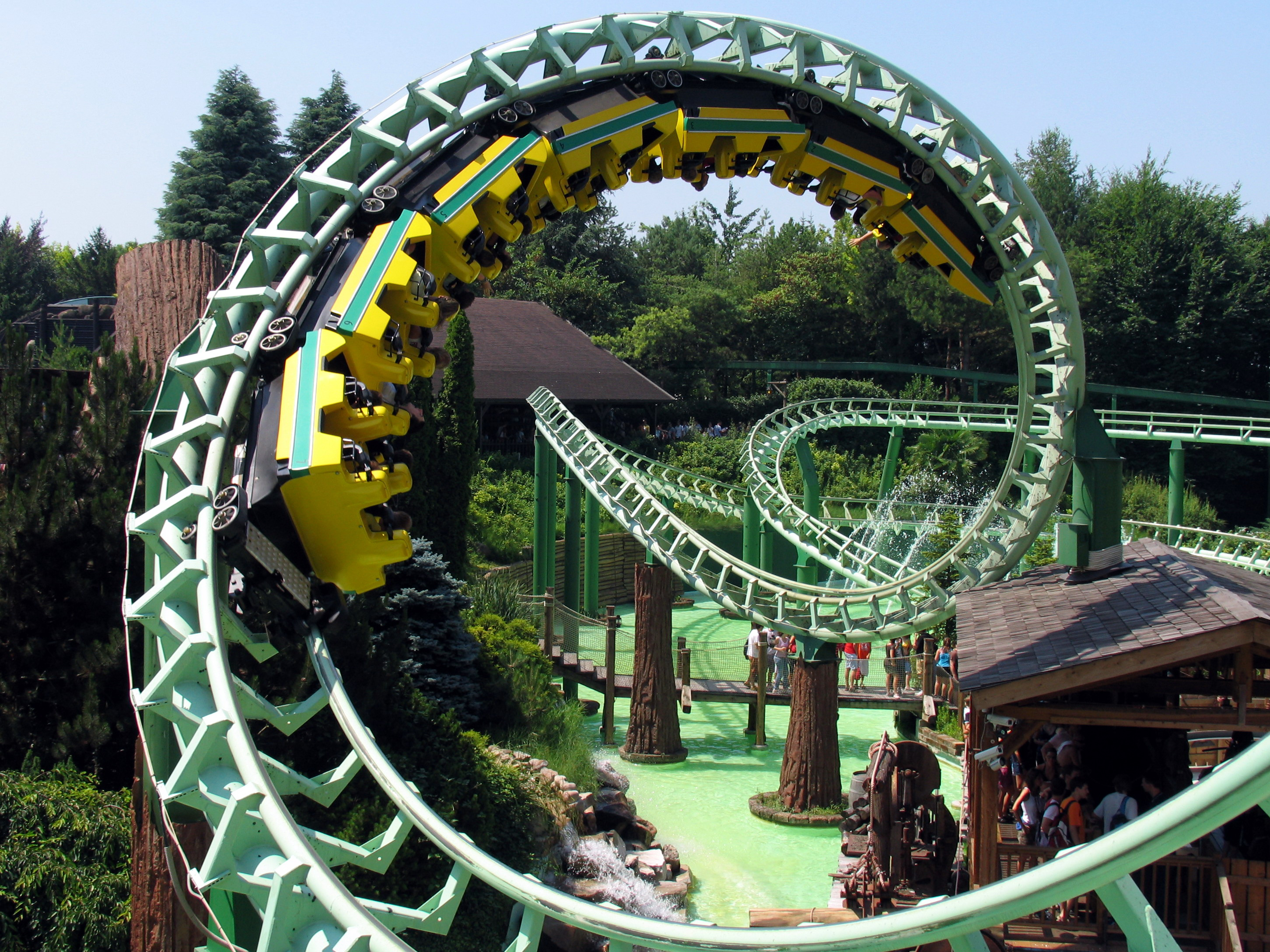
Shaman im Gardaland

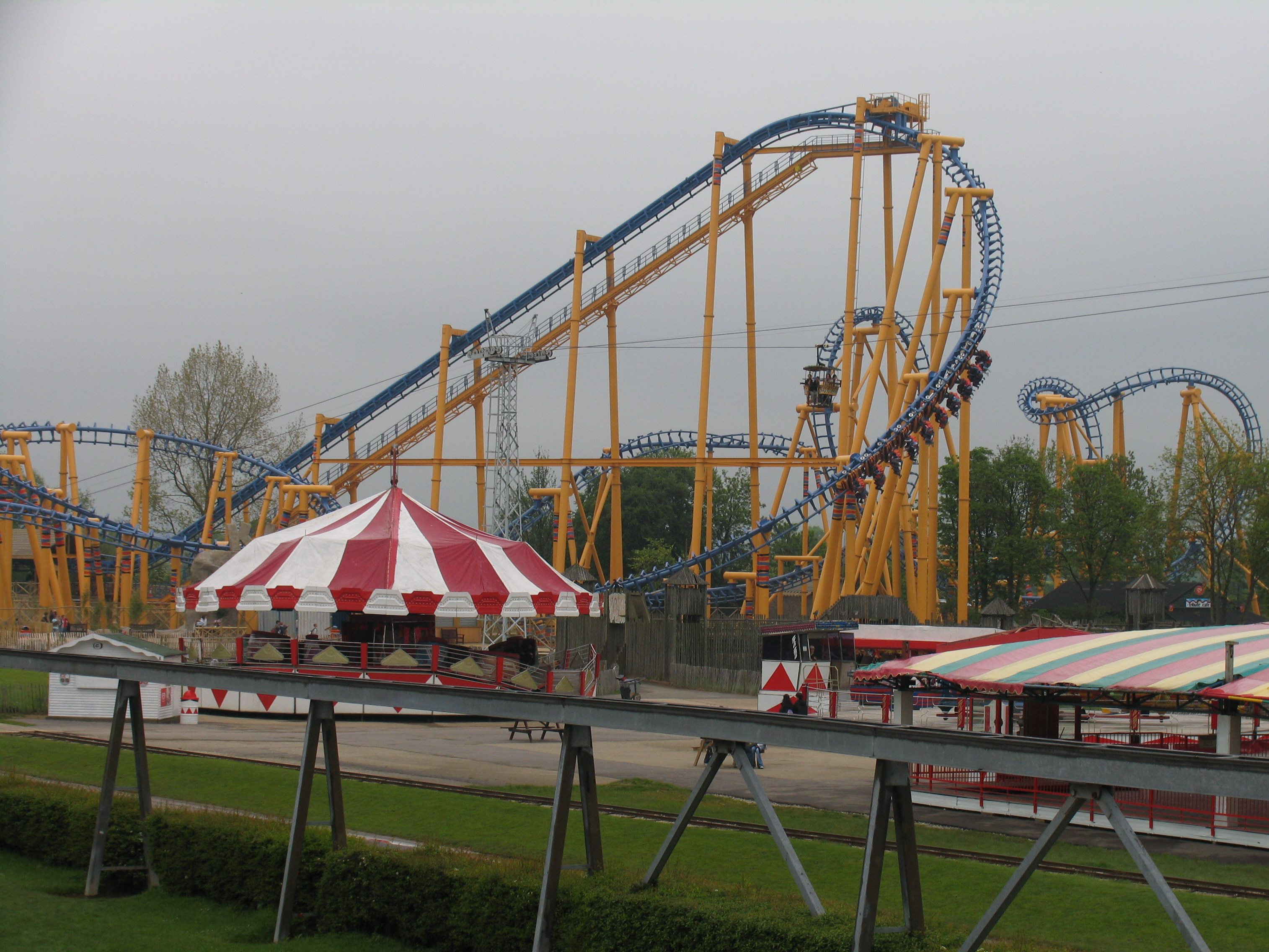
Kumali im Flamingo Land

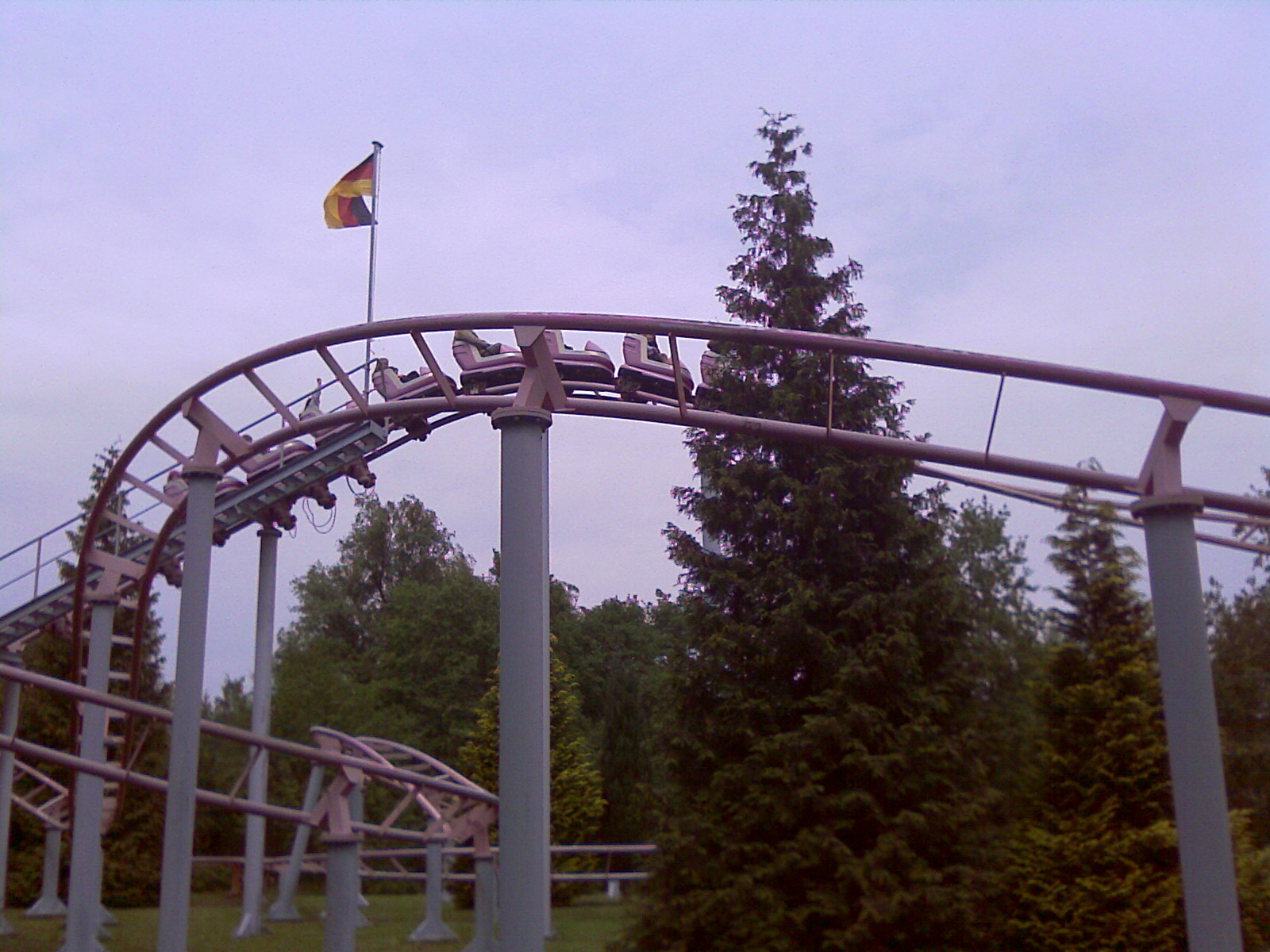
Achterbahn im Rasti-Land

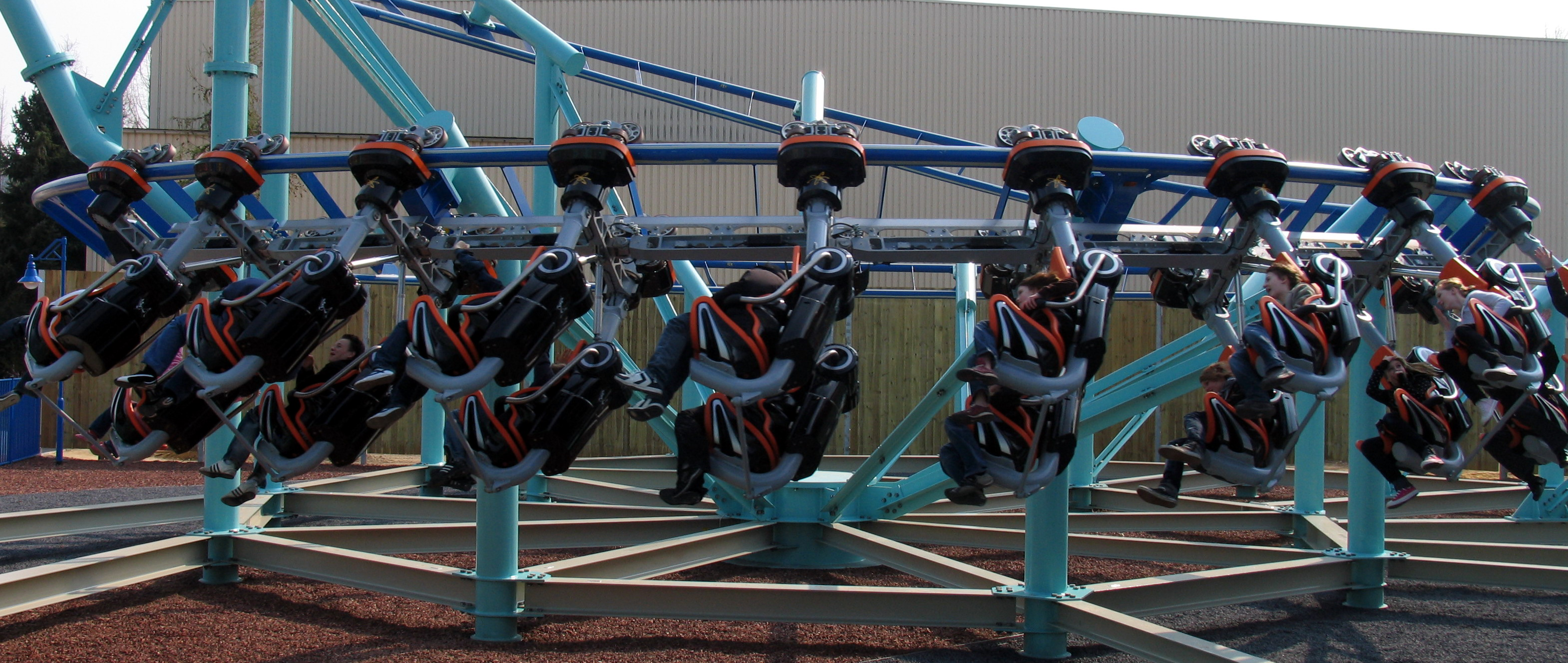
Jimmy Neutrons Atomic Flyer im Movie Park Germany

| Junior Coaster                       | Achterbahn im Rasti-Land, Rollerskater im Plopsaland Belgium, Devil’s Mine im Fort Fun Abenteuerland, Royal Scotsman im Hansa-Park Backyardigans: Mission to Mars im Movie Park Germany |
| LSM Launch Coaster                   | Xpress in Walibi Holland, Rock ’n’ Roller Coaster |
| Mine Train                           | Calamity Mine in Walibi Belgium |
| Motorbike Launch Coaster             | Booster Bike im Toverland, Velocity im Flamingo Land Theme Park & Zoo |
| Powered Coaster                      | Casey Jr., Le Petit Train du Cirque im Disneyland Park, Paris |
| Space Warp                           | Formuła in Energylandia |
| Spinning Coaster                     | |
| Splash Party                         | Bandit Bomber im Yas Waterworld |
| Stingray                             | Stingray im Giant Wheel Park of Suzhou |
| Suspended Looping Coaster            | 765 m Extended w/Helix: Blue Tornado im Gardaland, Custom: Kumali im Flamingo Land Theme Park & Zoo Toxic Garden (Bis 2022 Limit) im Heide Park Resort                                  |
| Suspended Family Coaster             | Jimmy Neutrons Atomic Flyer im Movie Park Germany, Rugrats Runaway Reptar in Kings Island, Kvasten in Gröna Lund                                                                        |
| Suspended Thrill Coaster             | Hals-über-Kopf im Erlebnispark Tripsdrill |
| Swinging Suspended Family Coaster    | Dream Catcher im Bobbejaanland |
| Tilt Coaster                         | Gravity Max in Discovery World |
| Tornado                              | Tornado im Avonturenpark Hellendoorn |
| Whirlwind (MK-1200)                  | Flying Tiger im Safariland Stukenbrock Speed Snake im Fort Fun Abenteuerland |
| Wild Mouse                           | Speedy Gonzales im Wiener Prater (1987 abgebaut) |
| Wooden                               | Loup-Garou in Walibi Belgium |
| Flying Launch Coaster                | F.L.Y. im Phantasialand |
| Bermuda Blitz                        | Lech Coaster im Legendia |
| Firestorm                            | Wrath of Zeus im VinWonders |
| Hyper Space Warp                     | Flying Dragon im Oriental Legend |
| Shockwave                            | Abyssus im Energylandia |
| Wildcat                              | Fønix im Fårup Sommerland |